# Quốc kỳ Afghanistan
Quốc kỳ Afghanistan (Persian: بيرق افغانستان, Pashto: د افغانستان بيرغ) đã được thông qua bởi chính phủ Nhà nước Hồi giáo trong giai đoạn 2002–2004. Quốc kỳ này cũng tương tự lá quốc kỳ thời quân chủ giữa 1930 và 1973. Điểm khác biệt là quốc kỳ được thêm biểu tượng của thuyết độc thần ở ngay phía trên quốc huy (có màu vàng) nằm ở chính giữa. Quốc kỳ mới đã được thông qua ngày 4 tháng 1 năm 2004. Quốc kỳ hiện tài gồm ba sọc đứng màu đen, đỏ và xanh lục. Thiết kế kiểu này đã có mặt trong hầu hết các quốc kỳ tồn tại trong vòng 20 năm qua. Biểu tượng ở trung tâm sọc đỏ là biểu tượng truyền thống của Afghanistan với một Nhà thờ Hồi giáo cùng với chiếc cổng của nó đang đối mặt với Mecca.
Trước thời Taliban và Liên minh Bắc Afghanistan với các biểu tượng tương tự, nhưng với các đường sọc ngang màu xanh lá cây, trắng và màu đen thay vì các đường sọc đứng.
Afghanistan đã có nhiều sự thay đổi về quốc kỳ của họ trong suốt thế kỷ 20, nhiều lần thay đổi hơn so với bất kể quốc gia nào khác trên thế giới. Afghanistan đã có nhiều hơn 20 quốc kỳ kể từ khi lá cờ đầu tiên ra đời năm 1747. Chỉ trong vòng bốn năm (1926–1930), Afghanistan đã bảy lần thay đổi quốc kỳ - rất nhiều những lá quốc kỳ trong số đó chỉ được sử dụng trong vòng... vài tháng.

## Các quốc kỳ trong lịch sử
| Thời gian sử dụng                                                                         | Quốc kỳ                     | Tỷ lệ | Giai đoạn sử dụng                                   | Ghi chú |
| 1709–1738                                                                                 |                             | 2:3   | Triều đại Hotak                                     | Một lá cờ màu đen |
| 1747–1842                                                                                 |                             | 2:3   | Đế chế Durrani                                      | Quốc kỳ theo lệnh của Ahmad Shah Durrani Baba và dưới triều đại của ông. |
| 1842–1880                                                                                 | Không có quốc kỳ chính thức |       | Tiểu vương quốc Afghanistan                         | Trước năm 1880, thời Barakzai không sử dụng quốc kỳ có đề cập tới Durranis hay một sự thay thế chính thức. |
| 1880–1901                                                                                 |                             | 2:3   | Tiểu vương quốc Afghanistan                         | Quốc kỳ được sử dụng dưới sự cai trị của (Đội Hazrat Imam Mahdi sẽ được Pashtun và họ sẽ được tổ chức cờ đen) Abdur Rahman Khan. |
| 1901–1919                                                                                 |                             | 3:5   | Tiểu vương quốc Afghanistan                         | Quốc kỳ và cờ chiến tranh được sử dụng dưới sự cai trị của Habibullah Khan. Habibullah thêm vào lá cờ của cha mình một con dấu, đó là tiền thân của quốc huy hiện đại của Afghanistan |
| 1919–1926/29                                                                              |                             | 2:3   | Tiểu vương quốc Afghanistan                         | Lá cờ đầu tiên được sử dụng dưới sự cai trị của Amanullah Khan. Ông đã mở rộng trên lá cờ của cha mình bằng cách thêm các tia phát ra từ con dấu trong hình thức của một Rub el Hizboctogram. Phong cách mới của con dấu này đã được phổ biến trong Đế chế Ottoman. Afghanistan đã trở thành một vương quốc trong năm 1926. |
| 1926–1928                                                                                 |                             | 2:3   | Vương quốc Afghanistan                              | Cờ thứ hai được sử dụng dưới sự cai trị của Amanullah Khan. Ông thay thế octagram với một vòng hoa và biến đổi một chút Quốc huy Afghanistan. |
| 1928                                                                                      |                             | 3:5   | Vương quốc Afghanistan                              | Cờ thứ ba sử dụng dưới sự cai trị của Amanullah Khan. Các màu đen, đỏ và màu xanh lá cây ba màu, tương ứng đại diện cho (cờ trước đó) trong quá khứ, đổ máu cho nền độc lập (Chiến tranh Anh-Afghanistan lần thứ 3), và hy vọng cho tương lai, có lẽ chịu ảnh hưởng của chuyến thăm các nước châu Âu của Khan vào năm 1927. |
| 1928–1929                                                                                 |                             | 2:3   | Vương quốc Afghanistan                              | Cờ thứ tư được dùng dưới sự cai trị của Amanullah Khan. Con dấu mới cho thấy mặt trời mọc trên hai ngọn núi phủ tuyết trắng, đại diện cho một khởi đầu mới cho vương quốc. |
| 1929                                                                                      |                             | 2:3   | Vương quốc Afghanistan                              | Cờ dưới sự cai trị của Habibullah Kalakani hoặc Habibullah Khan, trước đây gọi là Bacha-i-Saqao. Các màu đỏ, đen và trắng là lá cờ này được dùng khi Afghanistan hiện đại là dưới Mông Cổ chiếm đóng trong thế kỷ 13. |
| 1929–27 tháng 3 năm 1930                                                                  |                             | 2:3   | Vương quốc Afghanistan                              | Lá cờ đầu tiên được dùng dưới sự cai trị của Mohammed Nadir Shah. 3 màu đen, đỏ và xanh lá cây được dùng lại; con dấu octogram lấy từ lá cờ đầu tiên của Amanullah Khan thay thế mặt trời và núi con dấu. |
| 27 tháng 3 năm 1930 - 16 tháng 4 năm 1973                                                 |                             | 2:3   | Vương quốc Afghanistan                              | Cờ thứ hai bay dưới sự cai trị của Mohammed Nadir Shah, nó cũng được sử dụng bởi con trai của ông, Mohammad Zahir Shah. Các màu đen, đỏ và màu xanh lá cây được giữ lại. Các tia octogram đã được gỡ bỏ, và con dấu mở rộng. Ở giữa nhà thờ Hồi giáo và con dấu là số ١٣٤٨ (năm 1348 theo lịch Hồi giáo - 1929 AD theo dương lịch), năm mà triều đại của Mohammed Nadir Shah bắt đầu. |
| 17 tháng 4 năm 1973 - 8 tháng 5 năm 1974                                                  |                             | 2:3   | Cộng hoà Afghanistan                                | Lá cờ đầu tiên của nước Cộng hòa Afghanistan. Nó giống hệt với lá cờ trước đó, ngoại trừ số 1348 đã được gỡ bỏ. |
| 9 tháng 5 năm 1974 - 26 tháng 4 năm 1978                                                  |                             | 2:3   | Cộng hoà Afghanistan                                | Lá cờ thứ hai của nước Cộng hòa Afghanistan. Các màu sắc tương tự đã được sử dụng, nhưng ý nghĩa được diễn dịch lại: màu đen tượng trưng cho quá khứ tối tăm, màu đỏ cho máu đổ ra cho độc lập, và màu xanh lá cây cho sự thịnh vượng từ nông nghiệp. Trong lá cờ là một con dấu mới, với một con đại bàng đang mở rộng đôi cánh, một bục giảng trên ngực của con đại bàng (cho một nhà thờ Hồi giáo), lúa mì xung quanh con đại bàng, và các tia nắng mặt trời trên đại bàng (cho các nước cộng hòa mới).                                       |
| 27 tháng 4 năm 1978 - 18 tháng 10 năm 1978                                                |                             | 2:3   | Cộng hoà Dân chủ Afghanistan                        | Khi các nhà lãnh đạo của nước cộng hòa đã bị giết chết trong một cuộc đảo chính, chính phủ cộng sản được thành lập . Thiết kế lá cờ cũng đã được giữ, nhưng không có con dấu. |
| 19 tháng 10 năm 1978 - 21 tháng 4 năm 1980                                                |                             | 1:2   | Cộng hoà Dân chủ Afghanistan                        | Lá cờ này có màu đỏ với một con dấu vàng, một thiết kế chung cho chế độ cộng sản. Vòng hoa của lúa mì vẫn được giữ lại, nhưng một ngôi sao đã được thêm vào ở phía trên (đại diện cho năm dân tộc của quốc gia) và từ 'Khalq trong tiếng Ả Rập (có nghĩa là người) ở trung tâm. Cờ cũng là lá cờ của Đảng Dân chủ nhân dân Khalq phe Afghanistan dưới thời Tổng thống Nur Muhammad Taraki cho đến khi ông bị giết chết tháng 9 năm 1979. |
| 22 tháng 4 năm 1979 - 29 tháng 11 năm 1987                                                |                             | 1:2   | Cộng hoà Dân chủ Afghanistan                        | Sau khi phe Khalq bị phe Parcham của Benjarat Lipnt lật đổ vào tháng 12 năm 1979, lá cờ đã được thay đổi một lần nữa. Các nhà lãnh đạo mới dùng lại 3 màu đen, đỏ và xanh lá, đại diện cho quá khứ, đổ máu để giành độc lập, và đức tin Hồi giáo. Một con dấu mới được thiết kế, với một mặt trời mọc (một tham chiếu đến tên cũ,Khorasan, có nghĩa là "vùng đất của Mặt trời mọc"), một bục giảng và một quyển sách, ruy băng với màu sắc quốc gia, một bánh răng tượng trưng cho ngành công nghiệp, và một ngôi sao đỏ cho chủ nghĩa cộng sản. |
| 30 tháng 11 năm 1987 - 26 tháng 4 năm 1992                                                |                             | 1:2   | Cộng hoà Afghanistan                                | Giống như cờ trước, ngoại trừ con dấu quốc gia. Bánh răng được di chuyển xuống dưới, ngôi sao màu đỏ và cuốn sách được loại bỏ, và phần màu xanh lá cây được vẽ cong để tượng trưng cho chân trời. |
| 27 tháng 4 năm 1992 - 6 tháng 12 năm 1992                                                 |                             | 1:2   | Cộng hoà Afghanistan                                | Lá cờ này đã được sử dụng sau sự sụp đổ của chế độ thân Liên Xô. Nó xuất hiện trong nhiều biến thể trong đó có một biến thể được thể hiện ở đây. Trong sọc trên là dòng chữ tiếng Ả Rập "Allahu Akbar (nghĩa là "Thiên Chúa vĩ đại"), sọc trung tâm chứa Shahadah. |
| 7 tháng 12 năm 1992 - 12 tháng 11 năm 2001 (luật định) 26 tháng 9 năm 1996 (thực tế)      |                             | 1:2   | Nhà nước Hồi giáo Afghanistan/ Liên minh phương Bắc | Các sọc đen và màu xanh lá được chuyển từ lá cờ trước. Ngoài ra, Shahadah được viết với trong một logo. Cờ này, lần đầu tiên kể từ năm 1928, thay thế màu đỏ của dân tộc và bộ lạc với ba màu xanh lá cây, trắng và đen, được nuôi dưỡng bởi những người Hồi giáo trong quá khứ. Ba màu xanh trắng và đen có thể được nhìn thấy trên lá cờ một số quốc gia Hồi giáo. Ở phần dưới cùng của biểu tượng đó đã được viết "دا افغانستان اسلامی دولت", "Nhà nước Hồi giáo Afghanistan.                                                                 |
| 27 tháng 9 năm 1996 - 26 tháng 10 năm 1997                                                |                             | 2:3   | Tiểu vương quốc Hồi giáo Afghanistan                | Một lá cờ trắng đã được Taliban sử dụng. |
| 27 tháng 10 năm 1997 - 12 tháng 11 năm 2001                                               |                             | 2:3   | Tiểu vương quốc Hồi giáo Afghanistan                | Năm 1997, Taliban thêm Shahadah trên lá cờ. |
| 13 tháng 11 năm 2001 - 27 tháng 1 năm 2002                                                |                             | 1:2   | Nhà nước Hồi giáo Afghanistan                       | Cờ năm 1992 đã được tái sử dụng sau khi chế độ Taliban bị lật đổ. |
| 28 tháng 1 năm 2002 - 9 tháng 10 năm 2004                                                 |                             | 1:2   | Nhà nước Hồi giáo Chuyển tiếp Afghanistan           | Quốc kỳ có ba sọc đứng màu đen, đỏ và xanh lá. Biểu tượng trung tâm là biểu tượng cổ điển của Afghanistan với một nhà thờ Hồi giáo với một mihrab hướng về phía thánh địa Mecca. Lá cờ này gần như tương tự như lá cờ trong thời kỳ quân chủ giữa năm 1930 và năm 1973. Nó cho thấy năm ١۲۹٨ (1298) theo lịch Hồi giáo, tương đương với năm 1919 sau Công nguyên của lịch Gregorian, năm độc lập khỏi Vương quốc Anh. Có một biến thể không chính thức với một biểu tượng vàng.                                                                  |
| 9 tháng 10 năm 2004 - 19 tháng 8 năm 2013                                                 |                             | 2:3   | Cộng hòa Hồi giáo Afghanistan                       | Giống như quốc kỳ trước, nhưng chỉ thay đổi tỉ lệ và thêm dòng chữ. "دا افغانستان اسلامی دولت" Cộng hòa Hồi giáo Afghanistan thay thế cho dòng chữ đơn giản hơn "افغانستان" Afghanistan. |
| 19 tháng 8 năm 2013 - 15 tháng 8 năm 2021; 15 tháng 8 năm 2021 – nay (Chính phủ lưu vong) |                             | 2:3   | Cộng hòa Hồi giáo Afghanistan                       | Lá cờ này kết hợp biểu tượng quốc gia được phóng to đè lên các sọc đen và xanh lá thay vì nằm hoàn toàn trong phần sọc đỏ, làm cho nó trông giống với lá cờ thời kỳ quân chủ 1930-1973. |
| 15 tháng 8 năm 2021 – nay                                                                 |                             | 2:3   | Tiểu vương quốc Hồi giáo Afghanistan                | Năm 2021, Taliban tái thành lập lá cờ trắng với ký hiệu Shahadah. |
| 17 tháng 8 năm 2021 - nay                                                                 |                             | 1:2   | Kháng quân Panjshir                                 | Được sử dụng bởi kháng quân Panjshir sau sự kiện Kabul sụp đổ. Lá cờ được lấy cảm hứng từ quốc kỳ Nhà nước Hồi giáo Afghanistan từ 1992 đến 2001, không có quốc huy màu vàng và màu xanh lá đậm hơn. |

Lược đồ màu: hợp lệ cho cờ từ 1928-1978 và 1980-2021
Các dãy màu gần tương đương được liệt kê dưới đây:
|             | Đen       | Đỏ         | Đỏ           | Xanh lá đậm | Xanh lá nhạt | Trắng       |
| ----------- | --------- | ---------- | ------------ | ----------- | ------------ | ----------- |
| RGB         | 0/0/0     | 211/32/17  | 190/0/0      | 0/122/54    | 0/153/0      | 255/255/255 |
| Hexadecimal | #000000ff | #d32011ff  | #be0000ff    | #007a36ff   | #009900ff    | #FFFFFF     |
| CMYK        | 0/0/0/100 | 0/85/92/17 | 0/100/100/25 | 100/0/56/52 | 100/0/100/40 | 0/0/0/0     |